# プエンテ・ヘニル
プエンテ・ヘニル（スペイン語: Puente Genil, スペイン語発音: [ˈpwente xeˈnil]）は、スペイン・アンダルシア州コルドバ県のムニシピオ（基礎自治体）。

## 地理
コルドバ県の県都コルドバから70kmの距離にある。標高は217mであり、面積は171.05km2である。2017年の人口は30,173人。名称は「ヘニル川の橋」を意味する。グラナダなどを流れてきたヘニル川は、市街地の南東にあるコルドビージャ貯水池でヘニル＝カブラ運河を分ける。プエンテ・ヘニルの町はヘニル川とヘニル＝カブラ運河の間に築かれており、この地域の農業の中心地でもある。セマナ・サンタと呼ばれる祭礼が開催される。町の北西にはラムサール条約に登録されているティスカル湿地がある。

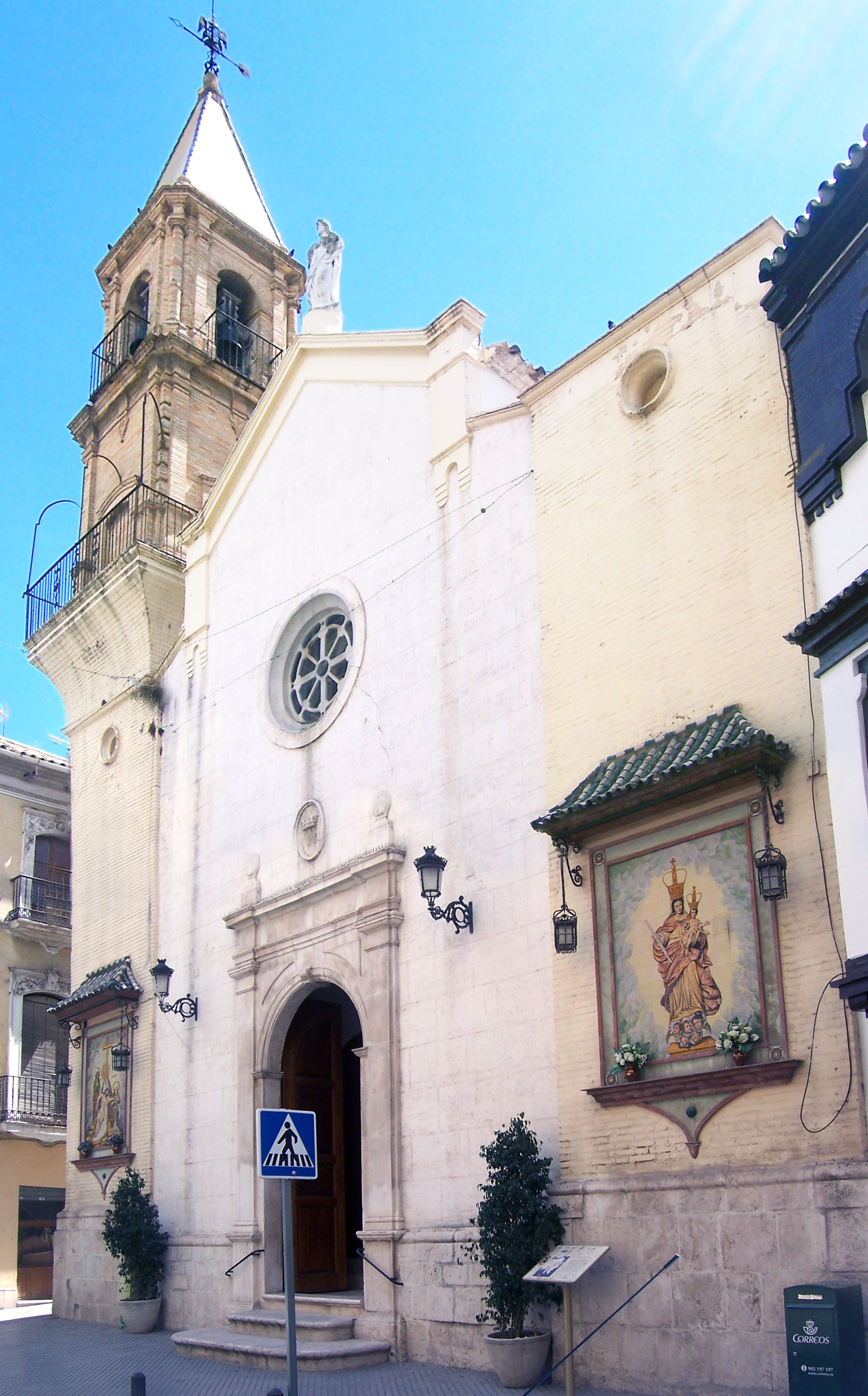
ラ・プリフィカシオン教区教会
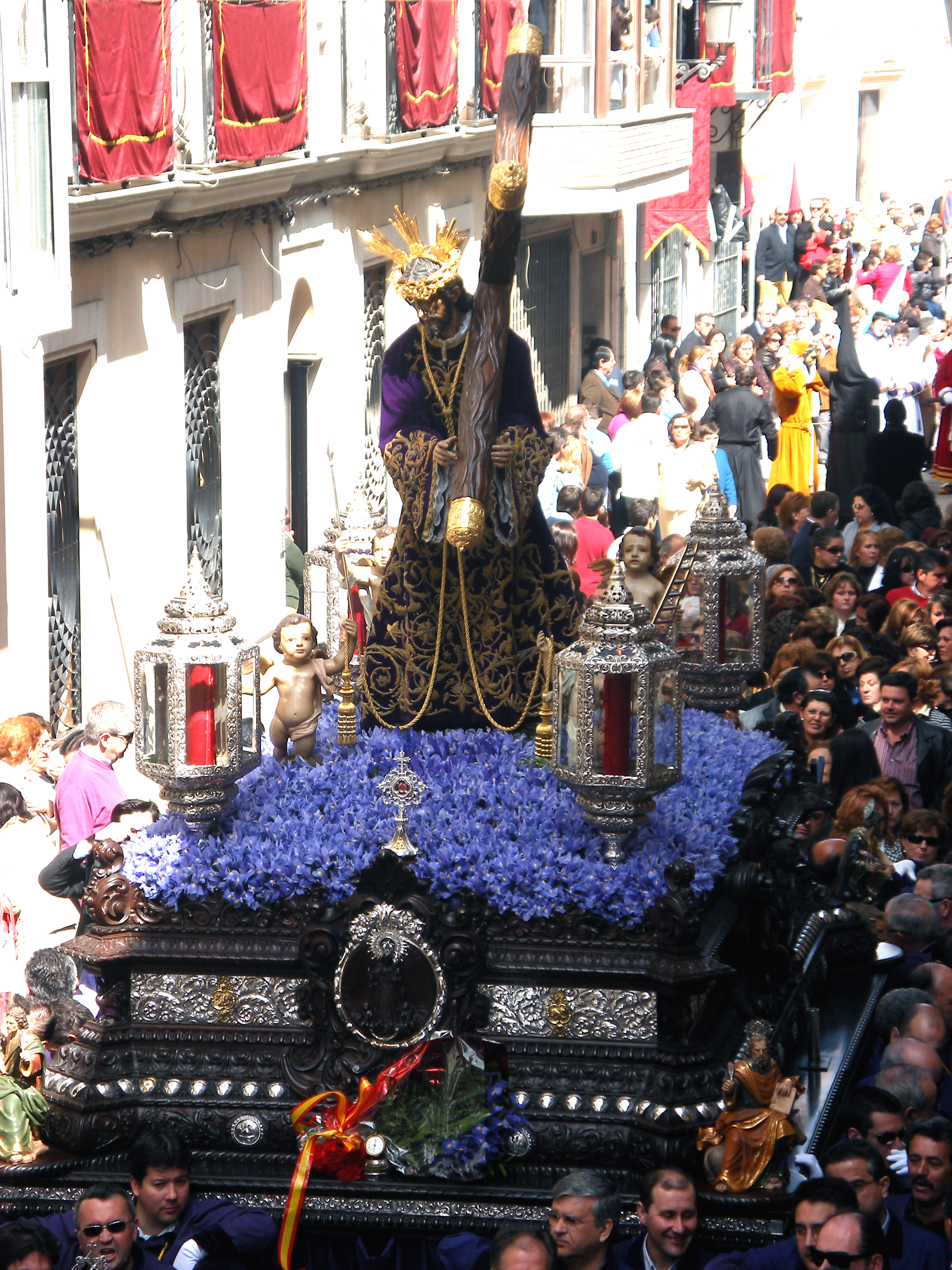
宗教祭礼のパレード
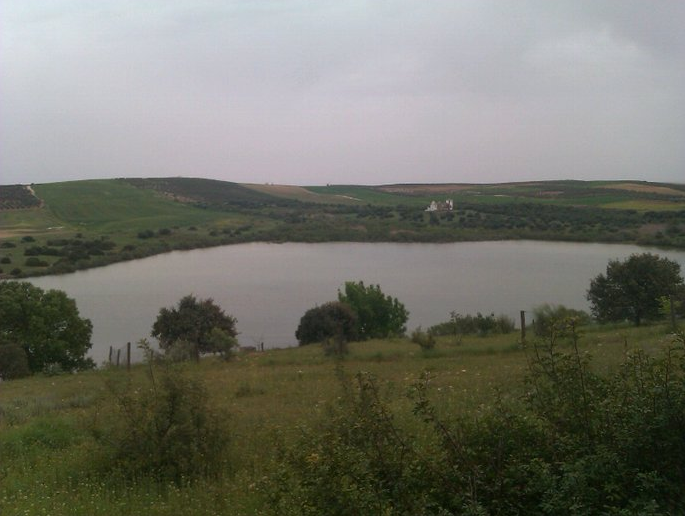
ティスカル湿地

### 人口
| プエンテ・ヘニルの人口推移 1857－2017                   |
|                                                         |
| 出典:INE（スペイン国立統計局）1900年 - 1991年、1996年 - |

## 交通

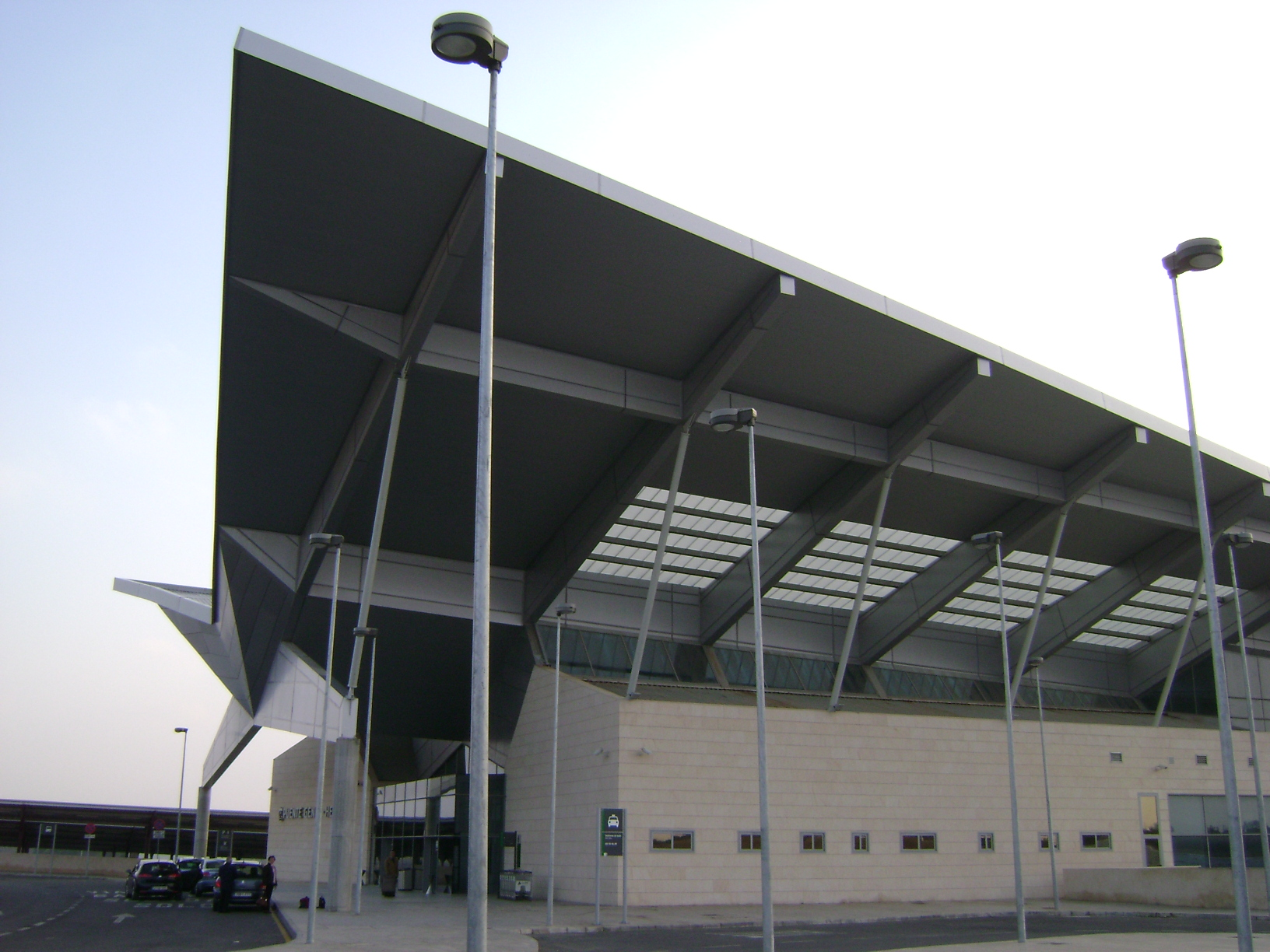
高速鉄道AVEのプエンテ・ヘニル＝エレーラ駅

プエンテ・ヘニルには2つの鉄道路線にそれぞれひとつの鉄道駅がある。市街地西側にはプエンテ・ヘニル＝エレーラ駅とは異なる在来線の駅があるが、もはや旅客利用は行っておらず、貨物列車の専用駅となっている。
市街地から南西方向、エレーラとの自治体境付近には、2006年12月に開業した高速鉄道AVEのプエンテ・ヘニル＝エレーラ駅がある。この駅は2面4線を有する橋上駅であり、マドリード＝コルドバ＝マラガを結ぶ路線、バルセロナ＝コルドバ＝マラガを結ぶ路線の列車が発着するほか、セビリア、コルドバ、アンテケーラ、マラガのアンダルシア州各都市を結ぶ中距離シャトル便アバントが運行されている。コルドバまでは最短23分、アンテケーラまでは最短12分である。

## 政治
| 任期      | 首長名                                                      | 政党                                                  |
| --------- | ----------------------------------------------------------- | ----------------------------------------------------- |
| 1979–1983 | Manuel García Cejas (79-80) Miguel Salas Ariza (80-83)      | スペイン社会労働党(PSOE-A) 民主中道連合(UCD)          |
| 1983–1987 | Manuel Baena Jiménez                                        | スペイン社会労働党(PSOE-A)                            |
| 1987–1991 | Miguel Vallejo Berral (87-90) Joaquín Cortés García (90-91) | スペイン社会労働党(PSOE-A) スペイン社会労働党(PSOE-A) |
| 1991–1995 | Joaquín Cortés García                                       | スペイン社会労働党(PSOE-A)                            |
| 1995–1999 | Miguel Vallejo Berral                                       | UGI                                                   |
| 1999–2003 | Manuel Baena Cobos                                          | 統一左翼(IU)                                          |
| 2003–2007 | Manuel Baena Cobos                                          | 統一左翼(IU)                                          |
| 2007–2011 | Manuel Baena Cobos                                          | 統一左翼(IU)                                          |
| 2011–2015 | Esteban Morales Sánchez                                     | スペイン社会労働党(PSOE-A)                            |
| 2015–2019 | Esteban Morales Sánchez                                     | スペイン社会労働党(PSOE-A)                            |
| 2019–2023 | n/d                                                         | n/d                                                   |
| 2023–     | n/d                                                         | n/d                                                   |

## 出身者
- アナ・ベラ＝ルビオ(1901-2017) : ヨーロッパ一長寿だった人物。
- フォスフォリート（英語版）(1932-) : フラメンコ歌手。
- エドゥアルド・アギラール（スペイン語版）(1974-) : ホッケー選手。
- ビクトル・ソホ（スペイン語版）(1983-) : ホッケー選手。
- アルバロ・セフード（英語版）(1984-) : サッカー選手。